# Illinois Jacquet
Jean-Baptiste Illinois Jacquet, född 30 oktober 1922, död 22 juli 2004, var en amerikansk jazztenorsaxofonist, mest ihågkommen för sitt saxofonsolo under "Flying Home", allmänt erkänt som det första saxofonsolot inom R&B. Han är också känd för att varit med och skrivit jazzstandarden "Don'cha Go 'Way Mad."
Fastän han var en av pionjärerna av "the honking tenor saxophone" (ungefärligt översatt "tutande saxofon") som blev ett återkommande inslag inom jazz och tidig rock'n'roll så var Jacquet även en skicklig improvisatör, bode under upptempolåtar och ballader. Han kunde även spela fagott, som en av få jazzmusiker under hans tid.